# Object Management Group
Object Management Group (オブジェクト・マネージメント・グループ、OMG) は、コンピュータ業界の非営利の標準化コンソーシアムであり、国際的で誰でも会員になれる。様々な技術および広範囲の業種について企業統合標準を開発している。OMGのモデリング標準は、ソフトウェアや他のプロセスの強力な視覚的設計・実行・保守を可能にする。当初はオブジェクト指向システムの標準化を目的としていたが、後に（プログラム、システム、ビジネスプロセスなどの）モデリングとモデルベースの標準策定に注力している。

## 概要
OMGが提供するのは仕様のみで、実装は提供しない。しかしある仕様がOMGによって標準として採用される前に、提案チームは対応製品を1年以内に販売することを保証しなければならない。これは、実装のない（実装できない）標準となるのを防ぐためである。
それにより他の民間企業やオープンソースのグループによる対応製品の開発を助長し、OMG自身は真の相互運用性を確保する機構の開発を試みる。
OMGは会員や関心のある非会員のために技術ミーティングを主催している。ビジネス、金融、製造、ヘルスケア、ロボティクス、ソフトウェア無線、セキュリティ、政府及び宇宙など、様々な分野でのソフトウェア相互運用性を高める標準を議論・開発・採用するために、技術ミーティングで中立的な議論の場を提供している。2012年12月にはカリフォルニア州バーリンゲームでミーティングを開催した。2013年3月にはバージニア州レストン、2013年6月にはドイツのベルリンで開催予定。

## 歴史
1989年、ヒューレット・パッカード、IBM、サン・マイクロシステムズ、Apple Computer、アメリカン航空、データゼネラルなど11の企業によって結成された。当初の目的はヘテロジニアスな分散オブジェクト標準を策定することにあった。それはつまり、あらゆるプラットフォーム上のあらゆる開発環境で使えるメソッドとデータのオブジェクトモデルであり、高い移植性と相互運用性の実現を目標としていた。

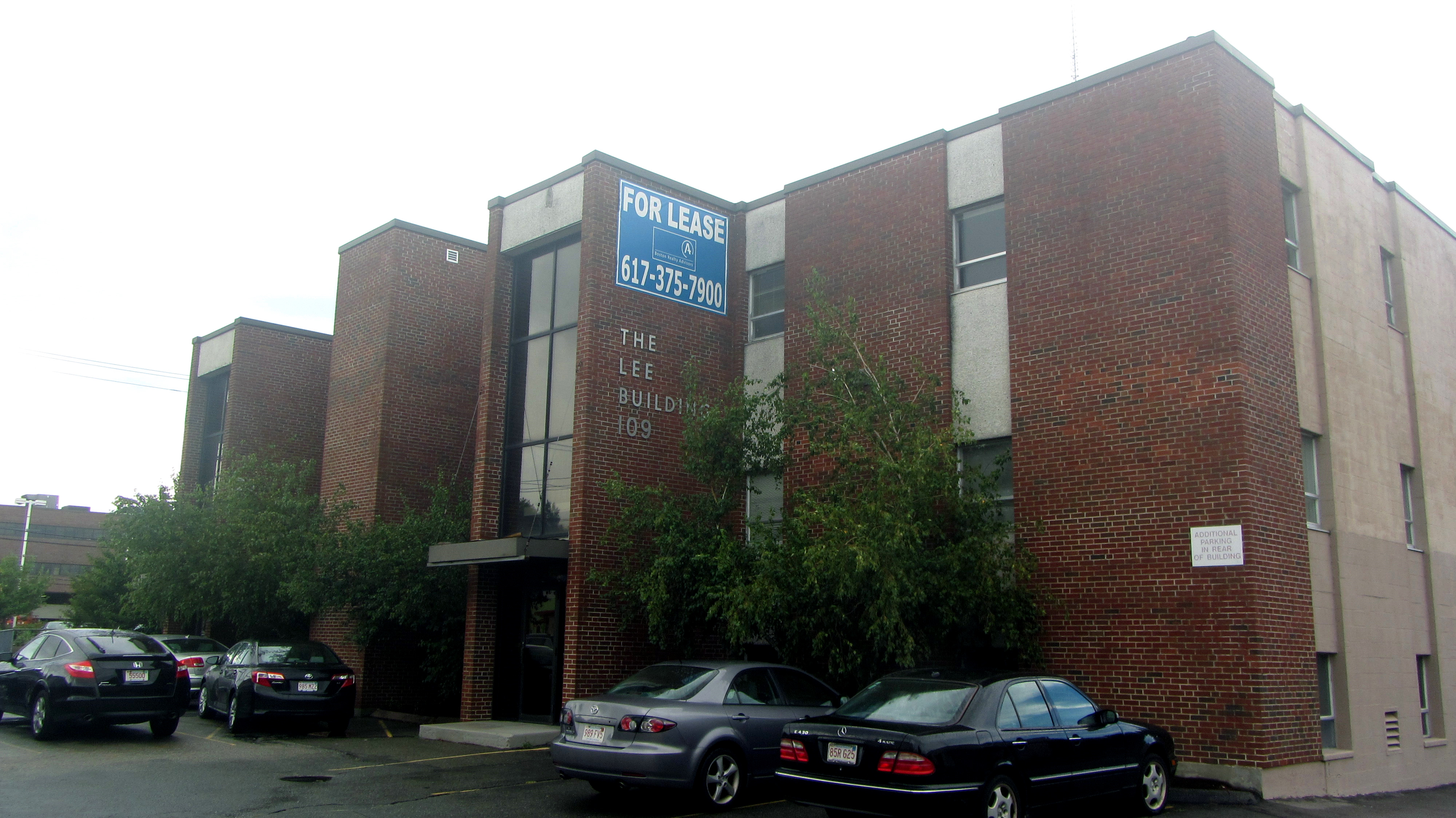
OMG本部

1997年、OMGの採用するテクノロジーに統一モデリング言語 (UML) が追加された。UMLはオブジェクト指向プログラミングにおける汎用モデリング言語の標準である。
2000年から、本部をマサチューセッツ州ニーダムに置いている。2012年11月、ニーダム内で本部を移転している。
2005年6月、Business Process Management Initiative (BPMI.org) とOMGは両者のビジネスプロセス管理 (BPM) 部門を合併し Business Modeling and Integration Domain Task Force (BMI DTF) を結成すると発表した。2006年、BPMN言語仕様がOMGの標準として採用された。
2007年、ビジネス・モチベーション・モデル (BMM) がOMG標準として採用された。BMMはコーポレート・ガバナンスと戦略計画のための語彙を提供するメタモデルであり、ガバナンス、コンプライアンス、事業転換、戦略計画立案などの事業活動を扱う。
2009年、カーネギーメロン大学のソフトウェア工学研究所と共同で CISQ (Consortium of IT Software Quality) を立ち上げた。CISQには、世界的なIT企業、システムインテグレータ、アウトソーシング業者、パッケージベンダーなどが集まり、ソフトウェア品質の測定の標準化などを行っている。
2011年、Cloud Standards Customer Council (CSCC) を結成。CA、IBMなどが創設スポンサーとなった。CSCCはOMGのエンドユーザー活動グループであり、クラウドコンピューティングの採用促進、セキュリティと相互運用性問題の追究などを行う。CSCCは標準化団体ではないが、既存のクラウドに関する標準に基づき、ユーザーがクラウドに移行しても従来と同程度の選択の自由、柔軟性、開放性を得られることを保証するべく、顧客主導の基本的要求仕様をまとめようとしている。
2011年9月、Vector Signal and Image Processing Library (VSIPL)をOMG標準として採用。この採用についてはメンター・グラフィックスなどが主導的役割を果たした。VSIPLは、信号処理機器や画像処理機器のハードウェアおよびソフトウェアのベンダー、アプリケーション開発者、政府系研究機関などが策定したオープンなAPI規格である。VSIPLとVSIPL++には信号処理に関わる数百の関数が定義されており、基本的算術関数、三角関数、超越関数、信号処理特有の関数、線型代数的関数、画像処理特有の関数などが含まれる。複数のベンダーが各種プロセッサアーキテクチャ（x86、PowerPC、Cell、NVIDIA GPUなど）向けに実装している。

## OMGの成果物

### Common Object Request Broker Architecture
1991年、OMGは最初の Common Object Request Broker Architecture (CORBA)標準を生み出した。CORBAは、別々のプログラミング言語で書かれ別々のコンピュータで動作して全体として協調動作する（すなわちクロスプラットフォームの）ソフトウェアコンポーネント群の標準である。OMG はまた、CORBA の主要部分を抜き出した組み込みシステムおよびリアルタイムシステム向け標準も作成した。CORBAは例えば、ヨーロッパの5つの加速器で使われているTANGOの制御ソフトウェアなどで採用されている。リアルタイム CORBA の実装は船舶や航空機の制御システムに広く採用されている。
＝

### Data Distribution Service
リアルタイムシステムのための Data Distribution Service (DDS) は CORBA の出版-購読型仕様推進の必要性から生み出された分散システムのための出版-購読型ミドルウェアの標準である。

### モデル駆動型アーキテクチャ
OMG では統一モデリング言語(UML)のためのモデリング標準化に注力し、さらに関連標準として Meta-Object Facility (MOF)、XML Metadata Interchange (XMI)、MOF QVT (Query/Views/Transformation) などを策定した。これらはモデル駆動型アーキテクチャ (MDA) の基盤を提供するものである。
Systems Modeling Language (SysML) は、UMLを基盤としたシステム工学用のモデリング言語であり、INCOSEと共同で標準化策定した。
また、RDFとOWLモデルによりUMLモデルを標準的手法で関連させる「オントロジー定義メタモデル」の採用を通じて、UMLによるモデリングとセマンティック・ウェブの世界を広げることにも注力してきた。
Semantics of Business Vocabulary and Business Rules (SBVR) は、自然言語によるモデリングを採用した標準であり、形式論理のモデルを明示的に提供する。2年の準備期間を経て言語・論理・計算機科学を融合させたもので、自然言語で書かれた仕様から形式論理による表現に変換し、コンピュータで処理できる形にする方法を提供している。SBVRはMDAの重要な部分となっている。

### Architecture Driven Modernization
Architecture Driven Modernization (ADM) はMDAの逆であり、OMGには対応するタスクフォースが存在する。
Knowledge Discovery Metamodel (KDM) は既存のソフトウェアシステムとその運用環境を表現する共通の中間表現である。KDMはOMGにおけるソフトウェアモダナイゼーションとソフトウェア品質保証の基盤である。KDMでは Meta-Object Facility を使って既存ソフトウェアと協調動作するツール間のXMI交換形式を定義し、次世代の品質保証とモダナイゼーションツールの抽象インタフェースを定義する。

### 領域毎のモデル
- ビジネスモデル - OMG はビジネスモデリング標準化を行っている。BPMN、Business Motivation Model (BMM)、Semantics of Business Vocabulary and Rules (SBVR) といった規格がある。
- 垂直型 - 医療、財政、通信、製造業、ソフトウェア無線、様々な技術分野に関して垂直型モデルベースの標準策定にも注力してきた。

### ソフトウェア保証と規定遵守
新たにMDAの各種標準に基づいた「規定遵守 (Regulatory Compliance)」と「ソフトウェア保証 (Software Assuarance)」に関する活動も開始された。

### 認証
OMG では、OMGが策定した標準規格に関して技術者資格試験を実施している。
- OCRES - OMG認定組込み技術者資格試験[5]
- OCUP - OMG認定UML技術者資格試験[6]
- OCEB - OMG認定BPMエキスパート資格試験[7]
- OCSMP - OMG認定システムモデリング技術者資格試験[8]